# Bedeva
Bedeva là một chi ốc biển, là động vật thân mềm chân bụng sống ở biển trong họ Muricidae, họ ốc gai.

## Các loài
Các loài thuộc chi Bedeva bao gồm:
- Bedeva paivae (Crosse, 1864)[2]
- Bedeva sumatraensis (Thiele, 1925)[3]
- Bedeva texturata Smith, 1904[4]